# Districtes de Lampong
La residència dels Districtes de Lampong (Residentie Lampongsche Districten) fou una divisió administrativa de Sumatra a les Índies Orientals Holandeses, que formava l'extrem sud de l'illa. La capital era Telok Betong.
El 1903 es va dividir en sis subdivisions (regències o afdeelingen) que de nord a sud i d'oest a est foren: Toelang-Bawang, Sépoetih, Sékempong, Semangka, Ommelanden van Télok Bétoeng i Katimbang.